# 노형우
노형우(盧炯羽)는 대한민국의 영화, 드라마 음악 작곡가이다. 영화 《의형제》(2010), 《특수본》(2011), 《동창생》(2013) 등과, OCN 드라마 《실종느와르 M》(2015), TVN 드라마 《식샤를 합시다 시즌2》(2015), MBC 드라마 《결혼계약》(2016), 《손 꼭 잡고 지는 석양을 바라보자》(2018), 《옷소매 붉은 끝동》(2021) 등에서 음악 감독을 맡았다. 

## 작품

### 영화 음악
- 2019 양자물리학 (이성태 감독)
- 2016 양치기들 (김진황 감독)
- 2014 덕수리 오형제 (전형준 감독)
- 2013 동창생 (박홍수 감독)
- 2011 특수본 (황병국 감독)
- 2010 의형제 (장훈 감독)
- 2008 아름답다 (전재홍 감독)
- 2007 영화는 영화다 (장훈 감독)
- 2006 시간 (김기덕 감독)

### 드라마 음악
- 2024 지금 거신 전화는 (MBC 드라마)
- 2024 종말의바보 (Netflix 드라마) 황상준 - (음악감독)
- 2023 열녀박씨 계약결혼뎐 (MBC 드라마)
- 2023 최악의 악 (Disney + ) 황상준 - (음악감독)
- 2022 금혼령, 조선 혼인 금지령 (MBC 드라마, 연출 박상우, 정훈)
- 2021 옷소매 붉은 끝동 (MBC 드라마, 연출 정지인, 송연화)
- 2018 손 꼭 잡고 지는 석양을 바라보자 (MBC 드라마, 연출 정지인 김성용)
- 2016 결혼계약 (MBC 드라마, 연출 김진민)
- 2015 식샤를 합시다 시즌2 (TVN 드라마, 연출 박준화)
- 2015 실종느와르 M (OCN 드라마, 연출 이승영)
- 2014 오만과 편견 (MBC 미니시리즈, 김진민 감독)
- 2012 아타루 (일본 TBS 드라마, 카무라 하사시 감독)
- 2012 무신 (MBC 특별기획 드라마, 김진민 감독)
- 2008 달콤한 인생 (MBC 미니시리즈, 김진민 감독)
- 2007 개와 늑대의 시간 (MBC 미니시리즈, 김진민 감독)
- 2005 신돈 (MBC 특별기획 드라마, 김진민 감독)

1. ↑  “KMDb - 한국영화데이터베이스”. 2020년 6월 24일에 확인함.